# Alliierte Dienstgruppen
Als Alliierte Dienstgruppen bezeichnet man verschiedene Organisationen, die nach dem Zweiten Weltkrieg von der US-amerikanischen, britischen und französischen Besatzungsmacht in Deutschland mit deutschem Personal aufgestellt und mit der Unterstützung der Besatzungstruppen beauftragt waren. Seit den 1970er Jahren etablierte sich auch die offizielle Bezeichnung Deutsche Dienstorganisation.

## Auflösung der Wehrmacht bis 1947

### Status der Wehrmacht und ihrer Angehörigen
In Vorbereitung der deutschen Kapitulation hatten die westlichen Alliierten seit 1944 Pläne entwickelt, wie mit der erwarteten großen Zahl deutscher Kriegsgefangener umgegangen werden sollte. Im Rahmen der Operation Eclipse wurden die zum Zeitpunkt der Kapitulation noch bestehenden deutschen Streitkräfte zwar entwaffnet, jedoch nicht aufgelöst. Vielmehr wurden ihnen Aufenthaltsräume zugewiesen, in denen sie zunächst als möglichst intakte Organisation weiter bestehen und sich selbst versorgen und verwalten sollten, um eine geregelte Abwicklung zu gewährleisten. Insbesondere in der britischen Zone zögerte man mit der Auflösung, weil Premierminister Churchill bereits direkt nach dem Kriegsende einen Krieg mit der Sowjetunion befürchtete und sich die Möglichkeit erhalten wollte, deutsche Kräfte als Verstärkung einzusetzen. Erst Ende 1945 und auf erheblichen sowjetischen Druck wurde die Auflösung der Wehrmacht beschleunigt.
Die deutschen Soldaten wurden im US-amerikanischen Bereich als „Disarmed Enemy Forces“, im britischen Bereich als „Surrendered Enemy Personnel“ (SEP; deutsch etwa: Feindpersonal, das sich ergeben hat) bezeichnet und nicht als Kriegsgefangene, wodurch sich die Alliierten der völkerrechtlichen Verpflichtungen gegenüber Kriegsgefangenen vor allem hinsichtlich der Bezahlung entledigen wollten. Der rechtliche Status der in verschiedene Dienstgruppen übernommenen deutschen Soldaten blieb über längere Zeit ungeklärt.

### Situation in Deutschland
Außer zur Aufrechterhaltung der Disziplin und geordneten Abwicklung wollten die Alliierten für verschiedene Unterstützungsaufgaben einschließlich der Sicherstellung der weitgehend zusammengebrochenen öffentlichen Funktionen auf militärisch organisiertes Personal der früheren Wehrmacht zurückgreifen können. Unter anderem wurden bereits unmittelbar nach dem Kriegsende Teile der Kriegsmarine zu dem unter britischer Aufsicht stehenden Deutschen Minenräumdienst (DMRD) zusammengefasst und für die Räumung von Seeminen eingesetzt. Der DMRD hatte zeitweilig etwa 27.000 Angehörige.
Um die deutschen Gefangenen für Arbeitseinsätze zu organisieren, wurden in der britischen Besatzungszone ab Juli 1945 zunächst so genannte Arbeitskompanien aufgestellt. Am 1. Oktober 1945 wurde der deutsche Labour Service aufgestellt, dem Anfang 1946 etwa 140.000 deutsche Gefangene angehörten. Geführt wurden sie vom Wehrmachtstab Nord in Hamburg, der am 21. November 1945 in Deutsches Hauptquartier Nord umbenannt wurde, um sowjetischen Protesten gegen die zu langsame Auflösung der Wehrmacht zu begegnen. In den folgenden Monaten wurden die britischen Dienstgruppen reduziert und umstrukturiert, so dass sie bis zum Tag der offiziellen Auflösung der Wehrmacht am 20. August 1946 nicht mehr vormaligen deutschen Verbänden entsprachen. Die Luftwaffen- und Heeresdienstgruppen wurden bis zum 1. August, der DMRD bis zum 31. Dezember 1947 aufgelöst.
In der amerikanischen Besatzungszone gab es ebenfalls Unterstützungseinheiten zur Auflösung der Wehrmacht, wie zum Beispiel der Dienstgruppe der US Navy in Bremerhaven, die die Übergabe deutscher Kriegsschiffe an die Siegermächte abwickelte. Darüber hinaus wurden in den US-besetzten Gebieten Kriegsgefangene in großem Umfang für Arbeitsaufgaben eingesetzt. Schon am Tag der Kapitulation 1945 befanden sich etwa 750.000 deutsche und italienische Gefangene im Arbeitseinsatz der US-Streitkräfte. Ende 1945 waren noch 250.000 Deutsche Angehörige des US-amerikanischen Labor Service.
In der französischen Besatzungszone gab es hingegen zunächst keine derartigen Einrichtungen.

### Wehrmachtsteile in Italien
In Italien befanden sich zum Zeitpunkt der Kapitulation Wehrmachtsteile mit etwa einer halben Million Angehörigen. Wie in Deutschland wurden sie nicht als Kriegsgefangene, sondern als Surrendered Enemy Personnel behandelt. Die etwa 150.000 Soldaten in britischem Gewahrsam wurden im Großraum Rimini – Cervia zusammengefasst („SEP-Enklave Rimini“). Mit ihrer Führung wurde das Deutsche Hauptquartier Bellaria beauftragt, das aus dem Stab des LXXVI. Panzerkorps gebildet wurde.
Ab August 1945 wurden Arbeitseinheiten gebildet, die in ganz Italien eingesetzt wurden, darunter allein 10.000 in Neapel. Außerdem wurden die höherrangigen Offiziere mit militärhistorischen Studien beauftragt (s. u.). Zugleich begann die Reduzierung des Personals durch Entlassungen. Im Herbst 1946 wurde das Hauptquartier zu einer deutschen Verbindungsstelle herabgestuft, und Ende April 1947 wurde die SEP-Enklave Rimini aufgelöst.

## Dienstgruppen ab 1947

### US-Besatzungszone
Bereits während des Krieges hatten die Westalliierten Hilfsverbände aufgestellt, die zumeist aus Displaced Persons und Angehörigen der polnischen Exilarmee bestanden. Sie waren nach Nationalitäten organisiert. Ein Teil dieser Dienstgruppen bestand bis in die 1960er-Jahre. Diese amerikanischen Dienstgruppen waren im Military Labor Service zusammengefasst, der bereits am 28. Dezember 1944 aufgestellt worden war.

#### Industriepolizei
Um technische Einrichtungen und erbeutete deutsche Waffen zu sichern, setzten die US-Behörden zunächst die deutsche Polizei ein, die für diese Aufgabe jedoch nicht ausreichte. Deshalb wurden eigene uniformierte Wacheinheiten aufgestellt, die zunächst der deutschen Polizei, später der amerikanischen Militärpolizei unterstellt waren. Diese Kräfte wurden im Frühjahr 1947 unter der Bezeichnung Industrial Police (Industriepolizei) zusammengefasst. Im Herbst 1947 wurden die noch bestehenden Unterstützungseinheiten des Military Labor Service, deren Angehörige vor allem Displaced Persons waren, zeitweise der Industriepolizei zugeordnet. Im Jahr 1949 betrug die Stärke der Industriepolizei 9000, von denen die meisten Deutsche waren. Sie wurde in dem Maße reduziert, wie es die allgemeine Sicherheitslage in Deutschland zuließ, und 1950 aufgelöst.

#### Labor Service
Der amerikanische Labor Service, der bereits im Krieg entstanden war, bestand zunächst vornehmlich aus ehemaligen polnischen Soldaten. Erst nach und nach entstanden deutsche Labor-Service-Einheiten, mit deren Aufbau während der Berlin-Blockade 1948 begonnen wurde. Der Labor Service gliederte sich neben der ihm zugeordneten Industriepolizei in die im Wesentlichen aus Ausländern bestehenden Labor Service Guard Units und in Labor Service Technical Units, die mehrheitlich aus Deutschen bestanden. Hauptaufgabe der Guard Units waren Bewachung und Sicherheit von Einrichtungen, vor allem von Depots und anderen logistischen Installationen. Die Technical Units waren für Transport, Reparatur und Wartung zuständig.
Die Labor-Service-Seelsorge für dieses meist deutsche Personal war ein Vorläufer der Militärseelsorge in der Bundeswehr.

#### Civilian Service Organization
Anlässlich der deutschen Wiederbewaffnung waren gemäß den Bonner Verträgen von 1955 die aus Deutschen bestehenden Labor-Service-Einheiten bis zum 7. Mai 1957 aufzulösen. Als Nachfolger entstand die Civilian Labor Organization, die 1982 in Civilian Support Organization umbenannt wurde und die mit Teilen (6966th TTT, 6981st CSG (Sig) und 8530th CSG (SMK)) bis heute besteht.

#### Dienstgruppen der US Navy
Die United States Naval Forces Germany verfügten ab 1951 über zwei eigene Dienstgruppen. Die Labor Service Unit (B) war Teil der Naval Advanced Base Bremerhaven und verfügte über Minensuchboote und Patrouillenboote. Die Labor Service Unit (C) war Teil der Rhine River Patrol.

### Britische Besatzungszone
Die britischen Streitkräfte wurden durch die Deutsche Zivile Arbeitsorganisation (German Civil Labour Organisation – (GCLO)) unterstützt, die im Sommer 1947 als Nachfolgerin der bisherigen Labour-Service-Einheiten aufgestellt wurde. 1950 wurde sie in German Service Organisation (GSO) umbenannt. Der Umfang dieser Organisationen schwankte zwischen 35.000 und 60.000 Angehörigen.
GSO-Einheiten, die mit unmittelbaren Objektschutz- und Sicherungsaufgaben betraut waren, führten den Zusatz „Watchmen´s Service“ (W.S.). Aus einer solchen im damaligen West-Berlin stationierten Einheit, ging 1982 die 248 German Security Unit der Royal Military Police hervor, bei der es sich um die einzige aus deutschen Staatsangehörigen formierte Kompanie der britischen Militärpolizei handelte.

### Französische Besatzungszone
In der französischen Besatzungszone gab es zunächst keine deutschen Dienstgruppen. Allerdings wurden Deutsche für verschiedene Unterstützungsaufgaben angestellt. Erst unter dem Eindruck des Koreakrieges wurde damit begonnen, Dienstgruppen nach britischem und amerikanischem Muster aufzustellen. Dabei wurde in den beiden Teilen der französischen Zone unterschiedlich verfahren. Während im südlichen Teil rein zivile Unterstützungseinheiten aufgebaut wurden, entstanden im nördlichen Teil militärisch geprägte Verbände. Dazu gehörten zwei am 1. Juli 1951 in Trier aufgestellte Pionierbataillone mit jeweils einem deutschen Major als Kommandeur, die in ein französisches Pionierregiment eingegliedert waren. Diese militärische Verwendung deutschen Personals unter sehr weitgehender Integration in fremde Streitkräfte führte deutscherseits zu Kritik und zu einer Diskussion über die Rolle von Deutschen in den alliierten Dienstgruppen im Falle eines Krieges. Aus französischer Sicht gab es im Übrigen die Fremdenlegion als ideale Organisation zur Weiterverwendung ehemaliger deutscher Soldaten.

## Besondere Organisationen
Die Alliierten hatten ein Interesse daran, das Wissen deutscher Militärexperten für ihre Zwecke zu nutzen. Zu diesem Zweck gründeten sie historische Forschungsgruppen und schufen geheimdienstliche Organisationen mit deutschen Angehörigen, die in ihrem Auftrag vor allem gegen die Sowjetunion und ihre Verbündeten tätig waren.

### Historische Forschungsgruppen
Die USA hatten ein großes Interesse daran, den Zweiten Weltkrieg möglichst schnell historisch auszuwerten. Um die Geschichte von beiden Seiten zu beleuchten, wurde die Operational History (German) Section der United States Army gegründet, die frühzeitig mit der Befragung hochrangiger deutscher Offiziere begann. Deren Bereitschaft zur Kooperation war unter anderem in ihrer materiellen Situation begründet. Nach den Urteilen in den Nürnberger Prozessen ließ die Kooperationsbereitschaft zunächst nach. Zugleich war man bereit, die Westalliierten im Kampf gegen den Bolschewismus zu unterstützen, womit zum Beispiel Generaloberst a. D. Franz Halder, der deutsche Leiter der Sektion, seine Bereitschaft zur weiteren Mitarbeit begründete.
Ab 1947 wurde die Arbeit über die historische Forschung hinaus auf taktische Fragestellungen ausgedehnt, um die deutschen Erfahrungen im Kampf mit der Roten Armee zu nutzen. Nach und nach kamen Ausarbeitungen zur künftigen Verteidigung Westeuropas hinzu, das heißt erste Überlegungen für eine deutsche Wiederbewaffnung. Der Wert dieser deutschen Arbeiten für die US-Streitkräfte zeigte sich unter anderem daran, dass Halder mit dem Civilian Service Award die höchste Auszeichnung für Zivilbedienstete der US-Streitkräfte erhielt.
Im Deutschen Generalslager Bellaria, das als Internierungslager dem Deutschen Hauptquartier Bellaria (s. o.) unterstand, wurden von deutschen Offizieren im britischen Auftrag Ausarbeitungen zum Kriegsgeschehen in Italien erstellt.
Eine ähnliche Entwicklung gab es bei der Forschungsgruppe der United States Navy, dem Naval Historical Team in Bremerhaven. Auch hier traten zu den ursprünglichen historischen Arbeiten und Studien über einen möglichen Seekrieg gegen die Sowjetunion Überlegungen für eine neue westdeutsche Marine, die unter der Leitung des Konteradmirals a. D. Gerhard Wagner in zwei Denkschriften niederlegt wurden. Das Information Office der britischen Royal Admiralty ließ ebenfalls, wenn auch in kleinerem Umfang, durch deutsche Experten Studien zur Seekriegsführung erstellen.

### Geheimdienstliche Gruppen
Die sich abzeichnende Konfrontation mit der Sowjetunion steigerte das Informationsbedürfnis über deren Streitkräfte. Das Interesse der Westalliierten richtete sich zunächst auf deutsche Offiziere, die über Expertise über die Rote Armee verfügten. Als größte der für geheimdienstliche Aufgaben eingerichteten Dienststellen entstand im Juni 1946 die Organisation Gehlen, die aus der Abteilung Fremde Heere Ost des Generalstabs des Heeres hervorgegangen war und einen Teil der US-Armee bildete.
Für Aufklärungs- und Agenteneinsätze im Ostseeraum bildete die britische Royal Navy den British Baltic Fishery Protection Service (BBFPS) als Tarnorganisation für den Geheimdienst MI6. Sie verfügte über Schnellboote mit deutscher Besatzung, die für die elektronische Aufklärung und zum Absetzen von Agenten im Baltikum eingesetzt wurden.
Die US-Streitkräfte beabsichtigten den Aufbau einer ähnlichen Einheit im Rahmen der Organisation Gehlen. Dafür sollten zwei Schnellboote der Labor Service Unit (B) hergerichtet werden. Außerdem hatte Gehlen persönlich ein ehemals deutsches Schnellboot aus Dänemark besorgt. Diese Pläne wurden nicht umgesetzt und es blieb bei einer Stabsstruktur unter Leitung des Kapitäns zur See a. D. von Druschki, die gelegentlich mit dem BBFPS zusammenarbeitete.

## Bedeutung der Dienstgruppen für die Aufstellung der Bundeswehr

### Entwicklung bis 1950
In der ersten Phase nach dem Kriegsende bestand die Aufgabe der Dienstgruppen in erster Linie in der geordneten Auflösung der Wehrmacht und in zweiter Linie in der Gewährleistung öffentlicher Funktionen in Deutschland. Später traten die Unterstützung der alliierten Streitkräfte und schließlich die Vorbereitung der westdeutschen Wiederbewaffnung hinzu.
Aus deutscher Sicht leisteten die Dienstgruppen bereits 1950 einen wesentlichen Beitrag zur Einsatzfähigkeit der alliierten Streitkräfte. Diese Unterstützung wurde seitens der Regierung Adenauer als im deutschen Interesse stehend bewertet. Sie stellte allerdings keinen deutschen Verteidigungsbeitrag im Sinne eigener Truppen dar.
Die Frage der Bewaffnung Westdeutschlands stellte sich den Alliierten ab 1947 angesichts der wachsenden Bedrohung durch die Sowjetunion. Weitere Ereignisse, die die Entwicklung in dieser Richtung beschleunigten, waren die Gründung der Westunion 1948, der NATO 1949 und der Koreakrieg ab 1950. Im Laufe des Jahres 1950 fanden intensive Gespräche zwischen der Bundesregierung und den Westalliierten über die Rolle der Dienstgruppen beim Aufbau westdeutscher Streitkräfte statt.
Zu diesem Zeitpunkt hatten die Dienstgruppen etwa 145.000 Angehörige, davon 80.000 in der amerikanischen, 35.000 in der britischen und 30.000 in der französischen Zone. Einer der verschiedenen Vorschläge zur Stärkung der Dienstgruppen im Sinne eines deutschen Verteidigungsbeitrags sah einen raschen Aufwuchs auf 200.000 Mann vor. Dabei waren sich alle Beteiligten einig, dass nur ein Teil des vorhandenen Personals für künftige Verteidigungsaufgaben geeignet war. Neben altersbedingten körperlichen Einschränkungen bereitete die politische Zuverlässigkeit den Alliierten Sorge, da man von einer größeren Anzahl kommunistisch beeinflusster Dienstgruppenangehöriger ausging.
Unterschiedliche Überlegungen und Vorschläge fanden Eingang in die von deutschen Militärexperten im Oktober 1950 verfasste Himmeroder Denkschrift. Noch im selben Monat entschieden die Alliierten jedoch, die Dienstgruppen nicht für diesen Zweck zu nutzen, sondern in erster Linie für ihre eigene logistische und technische Unterstützung und leiteten eine entsprechende Reorganisation ein, die mit einer Reduzierung verbunden war.

### Dienstgruppen als möglicher Beitrag zur europäischen Verteidigungsgemeinschaft
Mit dem Beginn der Verhandlungen über die Europäische Verteidigungsgemeinschaft 1951 stellte sich die Frage nach der Rolle der Dienstgruppen von Neuem. Die drei Westmächte gingen mit ihren jeweiligen Dienstgruppen sehr unterschiedlich um. Während die Briten sich auf die Unterstützungsaufgabe für ihre eigenen Kräfte konzentrierten, bezogen die US-Amerikaner die Möglichkeit in ihre Überlegungen ein, die Dienstgruppen als Vorläufer deutscher Streitkräfte zu nutzen. Die Franzosen gingen dazu über, in einigen ihrer Truppenteile deutsche Kompanien und Bataillone aufzustellen, die in eine künftige Europaarmee übernommen werden könnten. 1952 wurde der Umfang der Dienstgruppen mit etwa 80.000 Mann angenommen.
Die Bundesregierung wurde über alle Entwicklungen nur sehr lückenhaft informiert. Die am 26. Oktober 1950 eingerichtete Dienststelle des Bevollmächtigten des Bundeskanzlers für die mit der Vermehrung der alliierten Truppen zusammenhängenden Fragen, das so genannte Amt Blank, erhielt deshalb von Anfang an den Auftrag, alle mit den Dienstgruppen zusammenhängenden Fragen zu beobachten und die Bundesregierung im Bilde zu halten.
Die Entwicklung war sowohl aus Sicht der deutschen Dienstgruppenangehörigen wie auch der Bundesregierung sehr unbefriedigend, weil der Status der Angehörigen unklar blieb und im Kriegsfall ihr Einsatz innerhalb der alliierten Streitkräfte nicht auszuschließen war. Für die Bundesregierung drohte ihr wichtigster Trumpf in den Verhandlungen über die Wiedererlangung deutscher Souveränität verloren zu gehen, wenn die Alliierten faktisch deutsche Streitkräfte aufstellen würden, ohne die deutsche Regierung zu beteiligen.

### Rolle der Dienstgruppen bei der Aufstellung der Bundeswehr
Nach dem Scheitern der Europäischen Verteidigungsgemeinschaft in der französischen Nationalversammlung am 30. August 1954 wurde der Beitritt der Bundesrepublik Deutschland zur NATO verbunden mit der Aufstellung nationaler, in die NATO integrierter Streitkräfte beschlossen. Nach dem NATO-Beitritt am 9. Mai 1955 folgte am 12. November 1955 die Einberufung der ersten Soldaten der Bundeswehr. Der Rechtsstatus der Dienstgruppen wurde durch den Vertrag über die Rechte und Pflichten ausländischer Streitkräfte von 1952 geregelt, der vorsah, alle deutschen Dienstgruppen innerhalb von zwei Jahren nach der Klärung des deutschen Verteidigungsbeitrages aufzulösen. Diese Frist endete am 7. Mai 1957. Danach konnten nur noch ausländische Dienstgruppen und zivile deutsche Arbeitseinheiten bestehen.
Es wurde beschlossen, keine Dienstgruppenverbände geschlossen in die Bundeswehr zu übernehmen, sondern jeden Bewerber einzeln auf seine Eignung zu überprüfen und einzustellen. Allerdings weigerten sich viele der nicht in der Wehrmacht gedienten jüngeren Dienstgruppenangehörigen, in die Bundeswehr einzutreten, weil sie als Ungediente mit dem niedrigsten Dienstgrad eingestellt worden wären. In den Dienstgruppen erreichte Positionen wurden grundsätzlich nicht anerkannt. Trotzdem bildeten übernommene Dienstgruppenanteile insbesondere in der Bundesmarine und bei den Pionieren Kernelemente neu aufzustellender Einheiten.